# 96-я стрелковая дивизия (СССР, 1923)
96-я стрелковая дивизия (96-я сд) — воинское соединение в РККА Вооружённых Сил СССР.

## История
1923 год.
6 ноября 1923 г. в городе Винница начато формирование Управления дивизии по штатам, объявленным в приказе РВС СССР 1923 г. № 1969/159. На укомплектование управления дивизии выделен кадр 24-й Самарско-Симбирской железной стрелковой дивизии. Дивизии присвоено наименование «24-я стрелковая Подольская территориальная дивизия».
В соответствии с приказом командира дивизии от 19 ноября 1923 г. № 7, дивизия переименована в «24 территориальную лит. „Б“ дивизию». Приказом Украинского военного округа № 259/52 для укомплектования переменным составом управления дивизии отведён город Винница.
1924 год.
В январе из Народной Революционной Армии Дальневосточной Республики в Вооружённые Силы СССР на территорию Украинской Советской Социалистической Республики был перемещён 17-й Приморский СК. Управление корпуса находилось в г.Винница. Командир корпуса Фабрициус Я. Ф. Дивизия вошла в состав корпуса.
В дивизии имелось 16 орудий. Весной проведён первый регулярный призыв в армию.
Приказом 17-го стрелкового корпуса от 9 мая 1924 г. № 127 дивизия переименована в «96-ю стрелковую дивизию». Приказом РВС СССР от 25 мая 1925 г. № 551 96-я стрелковая дивизия переименована в «96-ю Подольскую дивизию».
1927 год
29 июля 1927 г. наименование изменено на «Винницкая».
1929 год
Приказом РВС СССР от 1 сентября 1929 г. № 269 дивизии присвоено имя Я. Ф. Фабрициуса. Полное название дивизии стало — 96-я стрелковая Винницкая дивизия имени Я. Ф. Фабрициуса.
1931 год
В состав дивизии входили:
286-й полк, в г. Литин.
287-й полк, в г. Жмеринка.
288-й полк, в г. Немиров.
96-й лёгкий артиллерийский полк, в г. Жмеринка.
96-й отдельный кавалерийский эскадрон, в г. Винница.
96-я рота связи, в г. Косино.
96-я сапёрная рота, в г. Гнивань.
1 февраля командиром 96-й Подольской территориальной стрелковой дивизии им. Яна Фабрициуса назначен Ф. Н. Гавриченко.
С 1 марта Ф. Н. Гавриченко назначен командиром и военным комиссаром дивизии.
В 1931 году дивизия переведена на кадровую основу, управление дивизии переведено в Жмеринку.
1934 год
Подведены итоги социалистического соревнования между Украинским и Белорусским военными округами. Победителем стал Украинский ВО. 96-я сд показала высокие результаты в боевой и политической подготовке и вошла в число лучших соединений РККА.
1935 год
17 мая Украинский военный округ разделён на Киевский военный округ и Харьковский военный округ. Войска КиевВО дислоцировались на территории Винницкой, Киевской, Одесской, Черниговской областей и Молдавской АССР УССР. В состав КВО вошёл 17-й СК (24, 58, 96, 99-я сд).
1 июля 96-я Винницкая сд имени Я. Ф. Фабрициуса (смешанная) 17-го СК дислоцировалась в следующих гарнизонах:, Командир и военком дивизии Ф. Н. Гавриченко.
- Гарнизон г. Жмеринка: управление дивизии; дивизионные части: 96-й артполк и другие; 287-й Тульчинский стрелковый полк.
- Гарнизон г. Бар: 286-й Винницкий стрелковый полк,
- Гарнизон Волковницы: 288-й стрелковый полк.

12-17 сентября дивизия в составе 17-го СК принимала участие в окружных тактических учениях.
1936 год
Численность дивизии 3884 чел. Командир и военком дивизии Ф. Н. Гавриченко.
В октябре 1936 года управление дивизии переведено в город Проскуров.
1937 год
Командир и военком дивизии Ф. Н. Гавриченко. Численность дивизии 6560 чел.
Командир дивизии комбриг Гавриченко Ф. Н. арестован органами НКВД.,
Командиром дивизии назначен комбриг В. И. Поляков.
1938 год
Численность дивизии 6560 чел.
10 мая командир дивизии комбриг В. И. Поляков арестован.
26 июля Главный Военный совет Красной Армии Киевский военный округ преобразовал в Киевский Особый военный округ и создал в округе армейские группы. 96-я сд входившая в состав 17-го СК вошла в состав Винницкой армейской группы.
20 сентября для оказания помощи Чехословакии войска группы по директиве народного комиссара обороны К. Е. Ворошилова приводятся в боевую готовность и выводятся к государственной границе СССР. В состав группы входили: 17-й стрелковый корпус (72-я стрелковая дивизия, 96-я стрелковая дивизия и 97-я стрелковая дивизия), 4-й кавалерийский корпус (9-я кавалерийская дивизия, 32-я кавалерийская дивизия и 34-я кавалерийская дивизия), 25-й танковый корпус (4-я легкотанковая бригада, 5-я легкотанковая бригада и 1-я моторизованная стрелково-пулемётная бригада), 23-я и 26-я отд.тбр, семь авиаполков (три полка истребительной и четыре полка бомбардировочной авиации). Подготовка к действиям должна была закончиться до 23 сентября.
Войска армейской группы находились в боевой готовности вблизи государственной границы СССР до октября. После захвата Германией Судетской области Чехословакии боевая готовность была отменена.
2 октября бывший командир 96-й сд комбриг В. И. Поляков был приговорён Военной коллегии Верховного Совета СССР к высшей мере наказания и казнён.
1939 год
16 сентября 96-я сд 17-го СК вошла в состав Волочиской армейской группы (управление армейской группы образовано переименованием управления Винницкой армейской группы) Украинского фронта.
Дивизия находилась в Действующей армии с 17 по 28 сентября 1939 г.
17 сентября начался освободительный поход. В 4.00 штурмовая группа пограничников и красноармейцев захватила Волочиский пограничный мост.
В 4.30 войска 17-го СК нанесли артиллерийский удар по огневым точкам и опорным пунктам противника. В 5.00 штурмовые отряды 17-го СК и пограничных войск НКВД перешли границу и разгромили польскую пограничную охрану. В 5.00 войска 17-го СК приступили к форсированию р. Збруч, используя захваченный мост и наводя мостовые переправы. С 5.00 до 8.00 96-я и 97-я стрелковые дивизии и 38-я и 10-я танковые бригады 17-го СК форсировав р. Збруч, сломили незначительное сопротивление польских пограничников в глубине обороны. Около 8.00 войска 17-го СК перестроились из боевого порядка в походные колонны и двинулись в сторону г. Тарнополя.
18 сентября в 10.20 главные силы 5-й кд 2-го КК вошли в г. Тарнополь и занялись очисткой города от разрозненных групп польских офицеров, жандармов и жителей, оказывавших сопротивление с оружием в руках. Одновременно с войсками 5-й кд в г. Тарнополь вступили 96-я и 97-я сд 17-го ск. В плен были взяты до 600 польских военнослужащих.
20 сентября 9.00. Продолжились переговоры между командованием советской 24-й легкотанковой бригады и представителями командования германской горно-пехотной дивизии об урегулировании конфликтов в г. Львове. В 16.20 2-му КК, командир корпуса комдив Ф. Я. Костенко, были подчинены из 17-го СК 38-я лтбр, 10-я ттбр и сводный отряд 96-й и 97-й стрелковых дивизий. По приказу командования в войсках началась подготовка к штурму г. Львова, намеченного на 9.00 21 сентября.
21 сентября 00.00. Советские войска занимали позиции вокруг города, одновременно готовясь к атаке города, назначенной на 9.00: 14-я кд должна была атаковать город с севера и северо-востока, сводный отряд 96-й и 97-я сд 17-го СК с 38-й лтбр — с востока; 5-я кд вместе с 10-й ттбр — с юго-востока, а 3-я кд — с юга и юго-запада.
К исходу дня 23 сентября 1939 г. части 96 сд овладели г. Львов и вышли на западную окраину города, где встретились с передовыми частями немецкой армии. Непосредственно в боях за Львов принимали участие все части дивизии (приказ штаба дивизии № 002 от 21 сентября 1939 г.).
24 сентября Волочиская армейская группа переименована в Восточную армейскую группу. 96-я сд перешла в состав группы.
25 сентября Командующий войсками группы комкор Голиков Ф. И. с рассветом отдал приказ войскам армейской группы возобновить движение на запад. Быстроходные лёгкие танки БТ и кавалерия 3, 5 и 14-й кавалерийских дивизий и быстроходные лёгкие танки БТ 24-й лтбр 2-го кк вступили в м. Жолкев. 96-я и 97-я сд 17-го СК достигли района Янов (Ивано-Франково), Добростаны. В течение дня германские и советские войска сделали переход на запад к реке Сан, примерно, в 20 километров.
27 сентября 2-й кк продолжил движение в направлении Любачув, Рудка. Войска 17-го СК вошли в м.Яворов (45 км западнее г. Львова).
28 сентября Восточная армейская группа переименована в 6-ю армию. Войска 17-го СК вошли в м. Любачув.
К исходу дня 29 сентября 1939 г. части 96 сд вышли на восточный берег реки Сан в районе м. Синява, Адамовка, Тарногород, где стали нести охрану демаркационной линии с Германией.
С 6 октября 1939 г. в связи с уточнением Государственной границы между СССР и Германией, 96 сд совершает марш отходом в район м. Хырув, Устишки-Дольне, Бирча, где и приступила к нормальной боевой и политической подготовке.
1940 год
1 января дивизия находилась в составе КОВО. Управление дивизии в м. Хырув. Численность дивизии 7500 чел.
В апреле 1940 г. дивизия переформирована в 96-ю горнострелковую дивизию.
В 1940 г. бывший командир 96-й сд Ф. Н. Гавриченко расстрелян в Харьковской тюрьме.

## Полное название
96-я Подольская сд (до 29 июля 1927)
96-я Винницкая сд имени Я. Ф. Фабрициуса

## Подчинение
- Украинский военный округ (декабрь 1923 — январь 1924)
- 17-й стрелковый корпус Украинского военного округа (январь 1924 — 17.05.1935)
- 17-й ск Киевского военного округа (17.05.1935 — 26.07.1938)
- 17-й ск Винницкой армейской группы Киевского Особого военного округа (26.07.1938 — 16.09.1939)
- 17-й ск Волочиской армейской группы Украинского фронта (16 — 24.09.1939)
- 17-й ск Восточной армейской группы Украинского фронта (24 — 28.09.1939)
- 17-й ск 6-й армии Украинского фронта (28.09 — 6.10.1939)
- 17-й ск 6-й армии Киевского Особого военного округа (6.10.1939 — апрель 1940)

## Командование
Начальники и командиры дивизии:
- Попов, Владимир Васильевич (ноябрь 1923 — 9 июня 1924)
- Глазков, Алексей Александрович (9 июня 1924 — октябрь 1930)
- Судаков, Фёдор Павлович (15 ноября 1930 — 1 февраля 1931)
- Гавриченко, Фёдор Николаевич (1 февраля — декабрь? 1931), комбриг (до 1937 г., арестован в 1937 г. и расстрелян в 1940 г.)[9],[5]
- Прокопчук, Николай Андреевич (2 января 1932 — 7 декабря 1933)
- Поляков, Василий Иванович (7 декабря 1933 — август 1937), комбриг (до 10.05.1938 г., арестован 10.05.1938 г. и расстрелян 2.10.1938 г.)
- Халюзин, Григорий Алексеевич (24 октября 1937 — октябрь 1939) полковник, с 25 октября 1937 комбриг
- Одарюк, Гавриил Ефремович (октябрь 1939 — февраль 1940)[12]

## Состав
На 1925:
- управление дивизии в г. Винница
- 286-й Винницкий стрелковый полк в г. Винница.[3]
- 287-й Тульчинский стрелковый полк в г. Тульчин.[3]
- 288-й стрелковый полк.[3]

На 1931:
- управление дивизии в г. Винница.

- 286-й полк, в г. Литин.
- 287-й полк, в г. Жмеринка.
- 288-й полк, в г. Немиров.

- 96-й лёгкий артиллерийский полк, в г. Жмеринка.
- 96-й отдельный кавалерийский эскадрон, в г. Винница.
- 96-я рота связи, в г. Косино.
- 96-я сапёрная рота, в г. Гнивань.

Стрелковый полк состоял:
- 1,2,3-й стрелковые батальоны.
- батарея полковой артиллерии.
- обслуживающие подразделения.

На 1.07.1935:
- управление дивизии в г. Жмеринка.[7]

- 286-й полк, в г. Бар.
- 287-й полк, в г. Жмеринка.
- 288-й полк, в г. Волковницы.
- 96-й лёгкий артиллерийский полк, в г. Жмеринка.
- 96-й отдельный кавалерийский эскадрон.
- 96-я рота связи.
- 96-я сапёрная рота.

## Известные люди, связанные с дивизией
- Базаров, Владимир Кузьмич —  В 1924-1930 гг. проходил службу в 287-м стрелковом полку в г. Жмеринка, где исполнял должность командира взвода полковой школы, командира роты и врид командира батальона Комбриг